# Nász-ajánlat
A Nász-ajánlat (The Proposal) 2009-ben bemutatott amerikai romantikus film, vígjáték Sandra Bullock és Ryan Reynolds főszereplésével.
Margaret Tate kanadai, de az USA-ban dolgozik mint főszerkesztő. Munkavállalási vízuma lejárt, ezért vissza akarják toloncolni Kanadába. Margaret kitalálja, hogy az asszisztense vegye el feleségül, amit ő a saját karrierje érdekében meg is tesz, bár a börtönt kockáztatja vele.

## Cselekmény
Margaret Tate Kanadából érkezett az Egyesült Államokba, ahol egy ideje egy New York-i könyvkiadónál dolgozik mint főszerkesztő. Kellemetlen személyisége miatt mindenki utálja, akivel együtt dolgozik.
Miután megtudja, hogy kitoloncolás fenyegeti, mert megszegte a munkavállalói vízumának feltételeit, csak egy jogi lehetősége marad: hozzá kell mennie egy amerikaihoz két héten belül. Ráveszi alaposan kihasznált asszisztensét, Andrew Paxtont, hogy névleg vegye feleségül. Emlékezteti Andrew-t, hogy ha őt kitoloncolják, az a munka, amit az asszisztenseként befektetett, elveszik, és visszavetné az álmát, hogy szerkesztő legyen, mert a szóba jöhető főszerkesztője azonnal kirúgná. Paxton, hogy a saját karrierje végre beinduljon, nem ellenzi a tervet, de azt a feltételt szabja, hogy Margaret nevezze ki szerkesztőnek.
Gilbertson, egy amerikai bevándorlási tanácsadó tájékoztatja őket, hogy gyanúja szerint csalást követnek el, hogy elkerüljék Margaret kitoloncolását. Gilbertson közli velük, hogy az a bevett eljárás, hogy a bevándorlási hivatal külön-külön részletes kérdéseket tesz fel nekik egymásról. Ha a válaszaik nem egyeznek, Margaretet végleg kitoloncolják Kanadába, Andrew-t pedig bűncselekményért ítélik el, amiért 250.000 dolláros pénzbüntetés és öt év börtön jár. Andrew a nagy tét miatt ragaszkodik ahhoz, hogy Margaret szerkesztővé tegye őt, és kiadja azt a könyvet, amit ő ajánlott neki. Margaret kénytelen beleegyezni.
A pár az alaszkai Sitkába, Andrew szülővárosába utazik, hogy találkozzon a családjával. Margaret találkozik Andrew édesanyjával, Grace-szel és nagymamájával, Annie-vel, akit „Gammy”-ként ismernek, akinek akkor aktuális a 90. születésnapja. A családi házhoz vezető út során Margaret észreveszi, hogy a városban szinte minden boltban a Paxton név szerepel, és rájön, hogy Andrew családja nagyon gazdag.
Az üdvözlő parti során Andrew szembesül apjával, Joe-val, aki dühös, amiért Andrew a főnökével jár, akit köztudottan nem kedvel, és azt feltételezi (jogosan), hogy a férfi csak kihasználja a nőt, hogy előrébb jusson a karrierjében. Veszekedésük után Andrew váratlanul bejelenti az eljegyzésüket.
Margaret találkozik Gertrude-dal, Andrew volt barátnőjével is. A partin mindenkinek (közösen improvizálva) elmesélik, hogyan kérte meg Andrew Margaret kezét.
Másnap Grace és Annie a lánybúcsú részeként elviszik Margaretet egy bárba, hogy megnézzék a helyi híres, bár kicsit túlkoros erotikus táncos, Ramone sztriptíz táncát. (Ramone amúgy pincér és anyakönyvvezető is). A táncba Margaretet is bevonja a táncos.
A műsorból kilépve Margaret megtudja Gertrude-tól, hogy Andrew már a főiskolán könyvszerkesztő akart lenni és saját életet élni, ők három évig együtt jártak, és Andrew annak idején megkérte Gertrude kezét. Gertrude azonban visszautasította, mert nem akarta elhagyni Sitkát New Yorkért.
A szállásukra visszatérve Margaret értesül az Andrew és Joe közötti konfliktusról. Az apja azt szeretné, ha továbbvinné a családi vállalkozásokat, de ehhez persze vissza kellene költöznie Sitkába. Andrew azt válaszolja, hogy őt a könyvkiadás érdekli, mert az teszi boldoggá. Aznap este Margaret megkérdezi Andrew-t az apjával való kapcsolatáról, de Andrew nem hajlandó beszélni róla. Ehelyett Margaret érzelmileg megnyílik Andrew előtt, és apró emlékeket árul el magáról.
Másnap a család meggyőzi őket, hogy azonnal házasodjanak össze, amíg Sitkában vannak. Miután Margaret rájön, hogy Andrew családja milyen közel áll hozzá, feldühödik, felszáll Andrew hajójára, és elrobog vele. Elmondja neki, hogy tizenhat éves kora óta egyedül van, miután a szülei meghaltak, és elfelejtette, milyen érzés, hogy valakinek van családja. Elengedi a kormányt, és a csónak hátsó részébe botorkál. Andrew éles kanyart vesz, hogy ne ütközzön egy bójának, és Margaret kiesik a hajóból. Andrew gyorsan visszafordítja a csónakot, és megmenti a nőt, mert az nem tud úszni.
Andrew apja időközben a helyszínre hívta a bevándorlási tanácsadót (némi anyagi támogatás ellenében), hogy „rövidre zárják ezt az ügyet”. Az apja azt szeretné, ha Andrew bevallaná, hogy nem szereti a nőt, de Andrew erre nem hajlandó.
Az esküvői szertartáson Margaret bevallja az igazságot a kapcsolatukról a vendégeknek, hogy csak kitalálták az egészet, hogy őt ne toloncolják ki az országból, köztük Gilbertson is ott ül, aki közli vele, még huszonnégy óráját ad neki, hogy visszamenjen New York-ba, majd elutazzon Kanadába.
Margaret visszatér a Paxton-házba, hogy összepakolja a holmiját. Andrew a szobájukba siet, de csak azt látja, hogy Margaret már elment, és otthagyta az általa kiadásra javasolt könyv kéziratát egy dicsérő levéllel és a könyv kiadásának ígéretével. Gertrude megpróbálja megvigasztalni Andrew-t, és bátorítóan megkérdezi, hogy utána megy-e. Miközben kirohan, hogy megkeresse Margaretet, újabb vita támad közte és Joe között. Annie szívrohamot kap, ami miatt a család egy kétéltű repülőgépen kórházba akarja vinni, és Annie meggyőzi a fiát és Andrew-t, hogy béküljenek ki, mielőtt „a szellemekkel találkozna” (a nagyi ugyanis részben indián származású). Miután sikerül ígéretet kapnia mindkét férfitól, hogy másképp fogják intézni a dolgokat, bevallja, hogy megjátszotta a szívrohamot, mivel ez volt az egyetlen eszköz, hogy felkeltse a figyelmüket, és azt mondja a pilótának, hogy a repülőtéren szálljon le, abban a reményben, hogy így Andrew még utoléri Margaretet. Andrew anyja és a nagyija számára világos, hogy Margaret szereti Andrew-t, „azért utazott el”.
Andrew New Yorkba megy, és az egész irodai személyzet előtt elmondja Margaretnek, hogy szereti és megkéri a kezét. Megcsókolják egymást, majd elmennek Gilbertsonhoz, és közlik vele, hogy ismét eljegyezték egymást, de ezúttal tényleg.
A film végén Gilbertson kérdéseket tesz fel (némelyikük lényegtelen vagy beugrató) nemcsak Andrew-nak és Margaretnek, hanem Grace-nek, Joe-nak, Annie-nek és Ramone-nak is.

## Szereplők
- Sandra Bullock – Margaret Tate, főszerkesztő egy könyvkiadónál
- Ryan Reynolds – Andrew Paxton, Margaret asszisztense
- Mary Steenburgen – Grace Paxton, Andrew anyja
- Craig T. Nelson – Joe Paxton, Andrew apja
- Betty White – Annie nagymama
- Denis O'Hare – Mr. Gilbertson, bevándorlási tanácsadó
- Malin Åkerman – Gertrude, Andrew főiskolai szerelme
- Oscar Nuñez – Ramone, táncos, pincér
- Aasif Mandvi – Bob Thurber
- Michael Mosley – Chuck
- Maureen Keiller – Suzanne Joines
- Dale Place – Jim McKittrick
- Mini Anden – Simone
- Alicia Hunt – Jillian
- Jerrell Lee – Jordan

## Filmzene
1. Katy Perry – "Hot & Cold"
2. Frankie Goes to Hollywood – "Relax"
3. Oscar Nuñez – "Relax"
4. M.C. Hammer – "U Can't Touch This"
5. Sandra Bullock – "Relax"
6. Living Colour – "Cult of Personality"
7. Ryan Reynolds és Sandra Bullock – "It Takes Two"
8. Rob Base és DJ EZ Rock – "It Takes Two"
9. Sandra Bullock – "Get Low"
10. Gabe Dixon Band – "Find My Way"
11. Luiz Bonfá – "Só Danço Samba"
12. Michael Bublé – "I've Got You Under My Skin"
13. "Canon in D"
14. "Coolin'"
15. Beautiful Creatures – "Freedom"
16. "Woosh Xhant Wuda.aat"
17. Lil Jon & The East Side Boyz Ft. Ying Yang Twins – "Get Low"
18. Johnny Lidell – "Love Me Tenderly"

## Díjak, jelölések
| Év   | Díj                   | Kategória                                    | Jelölt                       | Eredmény |
| ---- | --------------------- | -------------------------------------------- | ---------------------------- | -------- |
| 2010 | Critics Choice Award  | Legjobb vígjáték                             |                              | Jelölve  |
| 2010 | Golden Globe-díj      | Legjobb női alakítás – Vígjáték vagy musical | Sandra Bullock               | Jelölve  |
| 2010 | Blimp Award           | Kedvenc filmszínésznő                        | Sandra Bullock               | Jelölve  |
| 2010 | MTV Movie Award       | Legjobb komikus alakítás                     | Sandra Bullock               | Jelölve  |
| 2010 | MTV Movie Award       | Legjobb komikus alakítás                     | Ryan Reynolds                | Jelölve  |
| 2010 | MTV Movie Award       | Legjobb csók                                 | Ryan Reynolds Sandra Bullock | Jelölve  |
| 2010 | MTV Movie Award       | Legjobb WTF pillanat                         | Betty White                  | Jelölve  |
| 2010 | People's Choice Award | Kedvenc filmvígjáték                         |                              | Elnyerte |
| 2010 | People's Choice Award | Kedvenc film                                 |                              | Jelölve  |
| 2010 | People's Choice Award | Kedvenc képernyős csapat                     | Ryan Reynolds Sandra Bullock | Jelölve  |
| 2010 | Teen Choice Award     | Choice Movie: Dance                          | Betty White Sandra Bullock   | Elnyerte |
| 2010 | Teen Choice Award     | Choice Movie: Chemistry                      | Ryan Reynolds Sandra Bullock | Jelölve  |
| 2010 | Teen Choice Award     | Choice Movie: Liplock                        | Ryan Reynolds Sandra Bullock | Jelölve  |
| 2009 | Teen Choice Award     | Choice Summer Movie: Romance                 |                              | Elnyerte |
| 2009 | Teen Choice Award     | Choice Summer Movie Star: Female             | Sandra Bullock               | Jelölve  |
| 2009 | Teen Choice Award     | Choice Summer Movie Star: Male               | Ryan Reynolds                | Jelölve  |
| 2009 | ALMA Award            | Legjobb férfi mellékszereplő                 | Oscar Nuñez                  | Jelölve  |
| 2009 | Satellite Award       | Legjobb színésznő – Vígjáték vagy musical    | Sandra Bullock               | Jelölve  |